# Ludmila Txursina
Ludmila Alekseievna Txursina (rus: Людми́ла Алексе́евна Чурсина́; Velíkie Luki, óblast de Pskov, 20 de juliol de 1941) és una actriu de cinema soviètica i russa. Ha aparegut a més de 50 pel·lícules i programes de televisió des de 1962. Fou guardonada amb la Conquilla de Plata a la millor actriu al Festival Internacional de Cinema de Sant Sebastià 1969. El 1981 va ser membre del jurat al 12è Festival Internacional de Cinema de Moscou. Als 40 anys, és l'actriu més jove que va rebre el títol d'Artista del Poble de l'URSS.

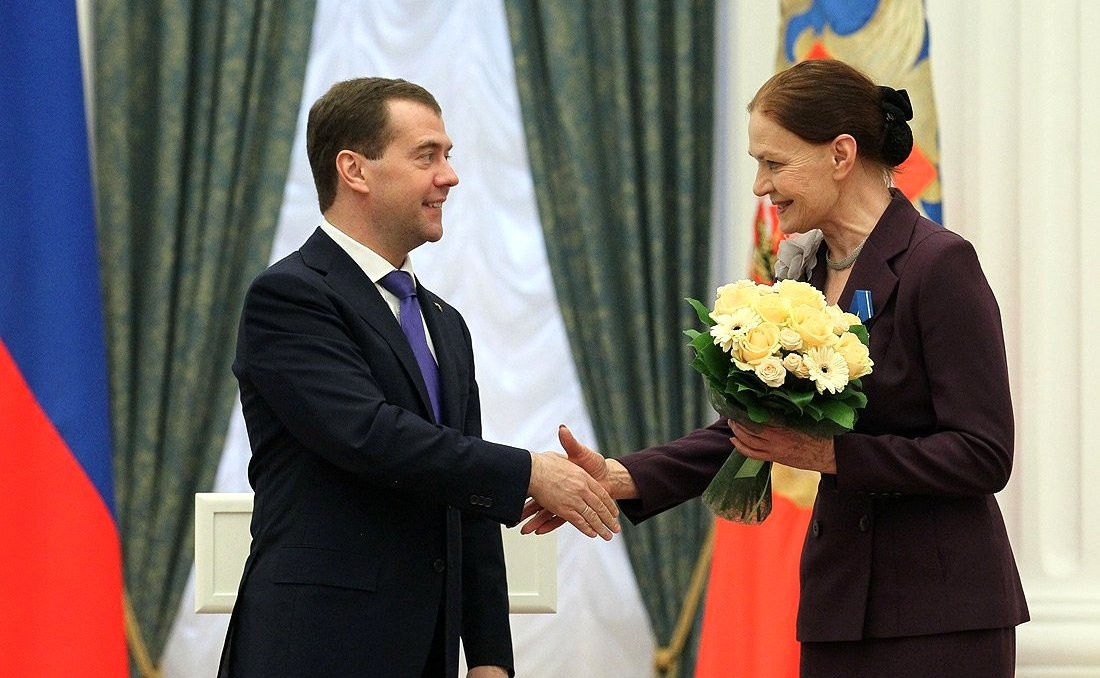
Dmitri Medvédev a la cerimònia de lliurament de premis estatals. Medalla d'honor atorgada a l'artista del Teatre de l'Exèrcit Rus Ludmila Txursina, 2012

## Filmografia (parcial)
- Kogda derévia bíli bolximi (1961) com a Zoya
- Tumannost' Andromed- (1967) com a Louma Lasvi
- Virineia (1968) com a Virineya
- Juravuixka (1968) com a Marfa
- Adiutant ego prevoskhoditelstva (1969) com a Oksana
- Goya – oder der arge Weg der Erkenntnis (1971) com a Pepa
- Olésia (1971) com Olesia
- Skaz pro to, kak tsar Piotr arapa jenil (1976) com Caterina I de Rússia
- Rus' iznatxal'naia (1985) com Aneia

## Posició política
L'11 de març de 2014, va donar suport a la reunificació de Crimea amb Rússia mitjançant la signatura d'una petició col·lectiva al públic rus "Figures de la cultura de Rússia - suport de la posició del president Putin sobre Ucraïna i Crimea".